# Кабаченко Володимир Вікторович
Володимир Вікторович Кабаченко (нар. 1 липня 1987) — український підприємець, політик. Народний депутат України 9-го скликання.
Голосував за закон України 12414, який був ухвалений з порушенням Регламенту Верховної Ради України та підпорядкував НАБУ та САП Генеральному прокурору.

## Життєпис
Закінчив факультет промислового та цивільного будівництва Придніпровської державної академії будівництва та архітектури, факультет управління підприємством Університету IFAG (Софія, Болгарія).
З 2011 по 2014 рік — менеджер проєкту з будівництва вітрової станції французької компанії «Бетен».
З 2014 по 2015 рік — начальник відділу реалізації енергоефективних проєктів НАК «Нафтогаз».
Менеджер проєктів в області геотермальної енергетики компанії Burisma, засновником якої є Микола Злочевський. 
Кандидат у народні депутати від партії ВО «Батьківщина», обраний на парламентських виборах 2019 року, № 23 у списку. На час виборів: фізична особа-підприємець, безпартійний. Проживає в м. Кам'янське Дніпропетровської області. Секретар комітету з питань антикорупційної політики у Верховній Раді України IX скликання (з 29 серпня 2019 року).